# Manoel Pastana
Manoel de Oliveira Pastana (26 de julho de 1888, Castanhal - 25 de abril de 1984, Rio de Janeiro) foi um pintor, ceramista e artesão paraense que se destacou pela representação em aquarela de motivos das cerâmicas indígenas marajoaras, de seu estado natal.

## Biografia
Manoel de Oliveira Pastana nasceu na cidade paraense de Castanhal, situada a 75 km da capital do estado do Pará. Mudou-se para Belém ainda adolescente em busca de melhores oportunidades de emprego, onde trabalhou principalmente como estivador e pintor de placas e, teve a oportunidade de estudar com Theodoro Braga e Francisco Estrada, artistas locais.
Após ficar viúvo, foi contratado pela Marinha do Brasil para desenhar máquinas. Nesse mesmo período, iniciou sua fase de retratos e paisagens inspirados na fauna e flora amazônicas e iniciou a representação em aquarela de objetos de arte decorativa e cerâmicas arueológicas marajoaras (posteriormente, tombadas como patrimônio estadual).
Em 11 de setembro de 1933, inaugurou uma exposição, conforme consta em nota publicada no jornal Diário da Noite, do Rio de Janeiro  [sic]:

EXPOSIÇÃO DE ARTE

Na proxima segunda-feira, 11 do corrente, o pintor paraense Manoel Pastana inaugurará ás 17 horas, na Associação Pró-Arte, edificio da Associação dos Empregados no commercio do Rio de Janeiro) - uma exposição de seus trabalhos de arte applicada inspirados nos motivos amazonicos da flora e fauna e desenhos da ceramica.
Em 1935, Manoel Pastana foi convidado para trabalhar na Casa da Moeda Brasileira (na cidade do Rio de Janeiro) para desenhar moedas, notas, selos e apólices, dentre outros documentos emitidos pela instituição. Ali permaneceu até o ano de 1941.
Foi membro do júri de seleção e premiação do Salão Nacional de Belas Artes, várias vezes, entre 1937 e 1944. Em janeiro de 1947, organizou nova exposição individual. Além disso, participou da comissão que organizou o Salão Municipal de Belas Artes do Rio de Janeiro no ano de 1951.
Sobre sua arte disse, em 1947:

A encantadora cerâmica dos nossos índios do vale amazônico e os seus sugestivos ídolos maravilhosamente esculpidos em jade assim como a exuberância da flora e da fauna de nossa terra, reduziram e escravizaram-me durante muitos anos. Nesse tempo, dediquei-me com sofreguidão ao estudo da estilização desses motivos e a sua aplicação na arte decorativa. Garante-me a consciência que nesse trabalho empreguei-me com o máximo de carinho e amor. Realizei o que me foi possível em favor de uma arte de caráter tipicamente nacional.

## Vida pessoal
Casou-se aos 18 anos.
Faleceu em 25 de abril de 1984, na cidade do Rio de Janeiro.

## Obras conhecidas
- 98 Aquarelas de Motivos Marajoaras - tombadas como patrimônio estadual em 1983, hoje no acervo do Museu do Estado do Pará (MEP), em Belém;[2]
- Vitória-Régia (1925);[6]
- Yuna (1935);[6]
- [detalhe do interior da Catedral de Belém do Pará] (1940);[6]
- Pátio da Minerva (1947) - óleo sobre tela, dimensão 81,3 x 97,5 cm;[9]
- 2 obras Paisagem de Cabo Frio (1955) - óleo sobre tela, dimensão 29 x 39 cm;[10]
- Santa Ceia (1961) - óleo sobre tela, dimensão 45 x 80 cm;[10]
- Índios (1969) - óleo sobre madeira, diâmetro 42 cm;[10]
- As Bodas de Canãa (sem data) - óleo sobre tela, dimensão 59 x 48 cm.[11]

## Prêmios e homenagens
- 1921 - Medalha de bronze no Salão Paraense de Belas Artes;[5]
- 1922 - Medalha de prata no Salão Paraense de Belas Artes;[5]
- 1937 - Medalha de prata e diploma de honra na Exposição Internacional das Artes e Técnicas (Paris);[5]
- 1939 - Medalha de ouro em arte decorativa no Salão Nacional de Belas Artes;[5]
- 1955 - Medalha de bronze em pintura no Salão Nacional de Belas Artes;[5]
- 1940 - Medalha de ouro em arte decorativa no Salão de Belas Artes do Rio Grande do Sul;[5]
- 1948 - Prêmio de aquisição no SPBA;[5]
- 1966 - Medalha de bronze no Salão de Maio (Guanabara);[5]

- Uma Escola Municipal na sua cidade natal, Castanhal-PA, recebeu seu nome.[12]